# Bußgeldverfahren

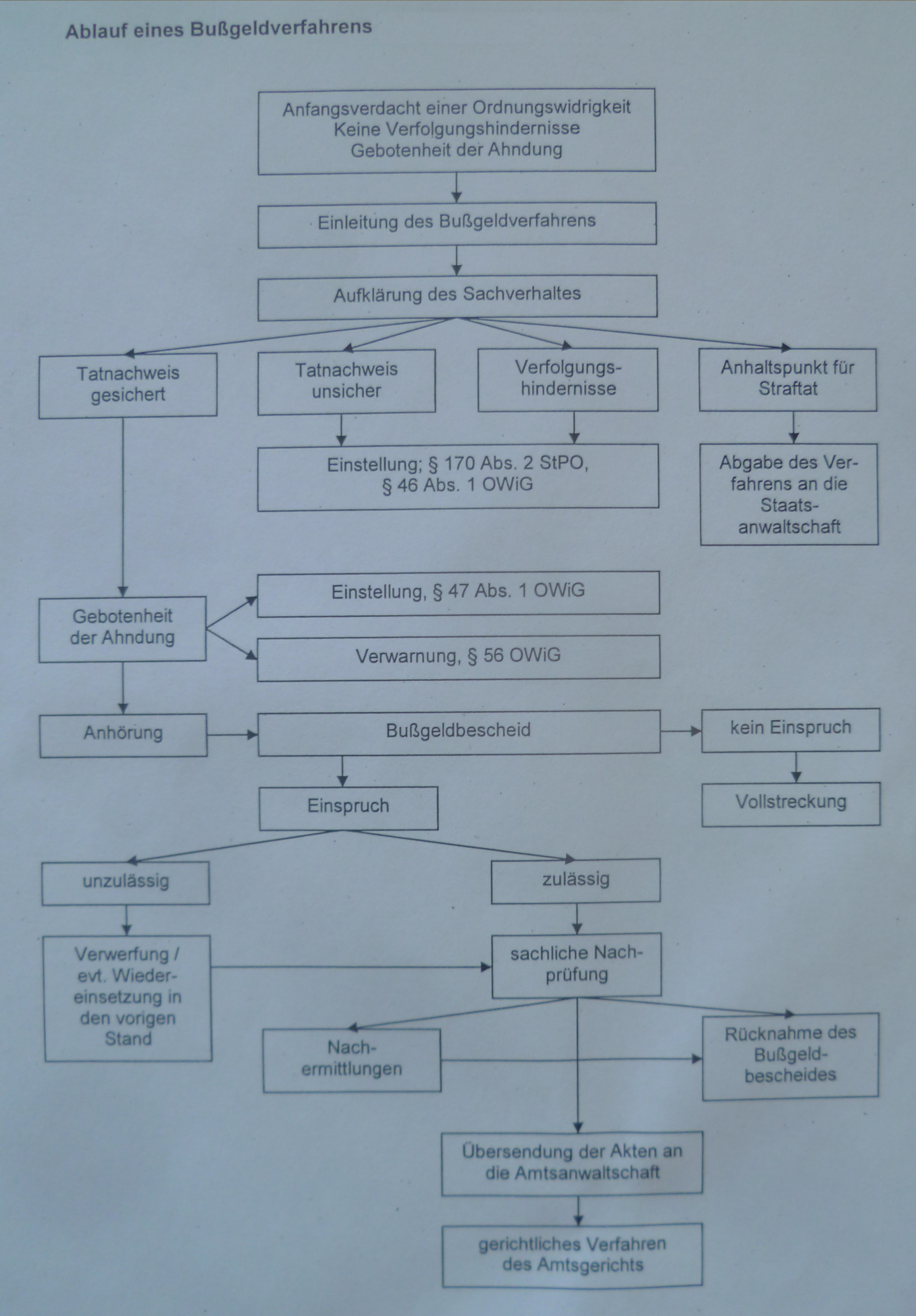
Ablauf eines Bußgeldverfahrens

Das Bußgeldverfahren ist im deutschen Recht ein Verfahren zur Ahndung („Bestrafung“) von Ordnungswidrigkeiten. Die Vorgehensweise ist im Gesetz über Ordnungswidrigkeiten (OWiG) geregelt.

## Grundlagen
Das Bußgeldverfahren gliedert sich grob in drei Abschnitte:
1. Im Vorverfahren, dem ersten Abschnitt, ermittelt die Verwaltungsbehörde das Delikt und ahndet mit dem Bußgeldbescheid.
2. Der zweite Abschnitt ist das Zwischenverfahren, in dem die Verwaltungsbehörde über einen Einspruch gegen den Bußgeldbescheid selbständig entscheidet und gegebenenfalls den Vorgang dann an die Staatsanwaltschaft übergibt.
3. Das gerichtliche Verfahren ist schließlich der dritte Abschnitt. Hier entscheidet in erster Instanz das Amtsgericht und bei Rechtsbeschwerden das Oberlandesgericht. Diese drei Abschnitte sind weiter untergliedert.

Mit Bußgeldverfahren (auch Bußgeldverfahrensrecht genannt) verfolgen
- Verwaltungsbehörden und Polizeien,
- Staatsanwaltschaften,
- bei Amtsgerichten die Abteilungen für Bußgeldverfahren,
- beim Landgericht Kammern für Bußgeldverfahren und
- beim Oberlandesgericht sowie
- beim Bundesgerichtshof die Senate für Bußgeldverfahren

Verstöße gegen unterschiedliche Gesetze.
Bußgeldverfahren sind zum Beispiel möglich nach dem Gesetz über Ordnungswidrigkeiten, dem Straßenverkehrsgesetz, der Straßenverkehrsordnung, der Straßenverkehrszulassungsordnung, der Fahrzeugzulassungsverordnung, dem Jugendschutzgesetz, dem Jugendmedienschutz-Staatsvertrag, dem Prostituiertenschutzgesetz, dem Gesetz zur Bekämpfung der Schwarzarbeit und illegalen Beschäftigung, im Pass-, Ausweis- und Meldewesen, Ausländerrecht, Vereins- und Versammlungsrecht, Waffen- und Sprengstoffrecht, Post-, Fernmelde- und Verkehrswesen, Datenschutz, Arbeits- und Sozialrecht, Gewerberecht, Gaststättenrecht, Wasserrecht, Tierschutz, Umweltschutz, Naturschutz und Forstwesen, Jagdwesen und Fischereirecht.
Für das Bußgeldverfahren gelten mit wenigen Ausnahmen die Vorschriften allgemeiner Gesetze über das Strafverfahren, namentlich die Vorschriften der Strafprozessordnung (StPO), des Gerichtsverfassungsgesetzes und des Jugendgerichtsgesetzes.
Ein Bußgeldverfahren kann neben einem Bußgeld zwischen 5 Euro und einigen Millionen Euro noch zusätzliche Sanktionen beinhalten. So sind im Straßenverkehrsrecht ein Fahrverbot oder ein Eintrag im Fahreignungsregister beim Kraftfahrt-Bundesamt möglich. In anderen Gesetzen ist die Einziehung von „Gegenständen, auf die sich die Straftat oder die Ordnungswidrigkeit bezieht“ vorgesehen. Weiterhin ist die Einziehung von Gegenständen, „die zu ihrer (der Ordnungswidrigkeit) Begehung oder Vorbereitung gebraucht worden oder bestimmt gewesen sind“ möglich.
Die Person, gegen die sich ein Bußgeldverfahren richtet, wird als Betroffener bezeichnet, gegen Kinder sind Bußgeldverfahren unzulässig.

## Das Vorverfahren

### Verwaltungsverfahren
Die sachlich und örtlich zuständige Verwaltungsbehörde ermittelt gemäß §§ 53 bis 64 OWiG (analog zum Ermittlungsverfahren der StA der §§ 158 bis 169a StPO), teilweise unter Zuhilfenahme der Polizei, den Sachverhalt, der Anlass zur Vermutung des Vorliegens einer Ordnungswidrigkeit (OWi) gibt. Dies hat so zu geschehen, dass der Lebenssachverhalt umfassend und der Realität entsprechend ermittelt wird. Sowohl entlastende, als auch belastende Tatbestände sind von der Verwaltungsbehörde zu sammeln.
Ist der Sachverhalt hinreichend aufgeklärt und der Verdacht auf eine Ordnungswidrigkeit hat sich erhärtet, entscheidet die Verwaltungsbehörde im Rahmen des Opportunitätsprinzipes über die weitere Vorgehensweise. Die Verwaltungsbehörde kann gemäß § 47 OWiG von einer Ahndung absehen, gemäß § 56 OWiG eine Verwarnung mit oder ohne Verwarnungsgeld aussprechen oder das eigentliche Bußgeldverfahren einleiten. Hierbei berücksichtigt die Verwaltungsbehörde auch eventuelle Verfolgungshindernisse wie Verjährung oder ne bis in idem.
Das Verwaltungsverfahren ist nicht von Anträgen abhängig, kann aber auf Grund einer Anzeige entweder bei der Verwaltungsbehörde oder der Polizei erfolgen. Die Anzeige ist nur ein eventueller Anstoß für ein Verfahren, es besteht kein Rechtsanspruch auf die Ahndung einer gemeldeten OWi durch die Verwaltungsbehörde. Gemäß § 46 Abs. 1 OWiG in Verbindung mit § 171 StPO soll die Einstellung bzw. Nichteinleitung des Verfahrens dem Anzeigenden mitgeteilt werden, obwohl dieser gegen diese Entscheidung gemäß § 46 Abs. 3 Satz 3 OWiG nichts unternehmen kann.
Nachdem der Sachverhalt soweit aufgeklärt wurde, dass sich ein begründeter Anfangsverdacht ergibt, teilt die Verwaltungsbehörde dem Betroffenen die Eröffnung der Bußgeldverfahrens mit. Maßgeblicher Zeitpunkt für eventuelle Verjährungsfristen ist gemäß § 31 Abs. 3 Satz 1 OWiG der Zeitpunkt, in dem die Handlung, die eine Ordnungswidrigkeit darstellt, beendet ist. Das Datum des Einleitungsvermerkes in der Bußgeldakte ist für die Verjährungsfrist hingegen irrelevant. Die Behörde ist auf Grund des Opportunitätsprinzips nicht verpflichtet, ein Bußgeldverfahren einzuleiten, auch wenn es einen konkreten Tatverdacht gibt. Es liegt in ihrem pflichtgemäßen Ermessen zu entscheiden, ob die Einleitung des Bußgeldverfahrens tunlich ist.
Der Umfang des Verfahrens ist nicht festgelegt und wird von der Behörde selbstständig auch nach der Schwere der Vorwürfe gegen den Beteiligten festgelegt. So wird bei Massen-OWis, wie Verkehrsdelikten, ein gänzlich anderer Ermittlungsaufwand betrieben als bei schweren Verstößen gegen Umweltschutzgesetze.
Das Bußgeldverfahren kann auch in Teilverfahren aufgespalten und diese einzeln geahndet oder eingestellt werden. Dies ist analog dem § 154a StPO sogar innerhalb einer prozessualen Tat möglich.

Der Betroffene erfährt über die Einleitung eines Verfahrens grundsätzlich erst einmal nichts. Die Verwaltungsbehörde kann den Betroffenen darüber informieren, muss aber nicht. Ausnahmen hiervon sind in den jeweiligen Spezialgesetzen, wie z. B. § 410 Abs. 1 Nr. 6 in Verbindung mit § 397 Abs. 3 AO oder § 98 AufenthG, geregelt. Hier ist eine unterlassene Mitteilung an den Beteiligten ein Verfahrensfehler.
Dem Betroffenen wird in der Regel jedoch schon zu diesem Zeitpunkt die Möglichkeit des rechtlichen Gehörs gegeben, bevor endgültig über die Erteilung eines Bußgeldes entschieden wird. Meist wird dem Betroffenen dazu ein Anhörungsbogen übersandt, auf dem er sich zur Sache äußern kann. Es steht dem Betroffenen allerdings frei, ob er sich äußern will. Verweigert er jede Aussage oder antwortet nicht innerhalb der von der Verwaltungsbehörde gesetzten Antwortfrist, entscheidet diese anhand der Aktenlage.
Gegen die Verfahrenseinleitung gibt es keinen Rechtsbehelf und der Betroffene hat auch keinen Rechtsanspruch auf Information über den Verfahrensablauf oder auf Anwesenheit bei der Beweisaufnahme.

#### Beweisführung
Die durch die Verwaltungsbehörde gesammelten Beweise müssen verwertbar sein. Insbesondere die Beweisverwertungsverbote der StPO sind von der Verwaltungsbehörde zu beachten. Die Erkenntnismittel der Verwaltungsbehörde werden hierbei vom OWiG nicht näher definiert. Nach allgemeiner Lehrmeinung sind im OWi-Verfahren die nutzbaren Beweismittel auf die förmlichen Beweismittel (Zeugen, Sachverständige, Urkunden, Augenschein, Einlassungen des Beteiligten) oder auch Strengbeweismittel beschränkt, da die Entscheidungen der Verwaltungsbehörde gerichtsfest sein müssen.

##### Zeugen
Zeugen sind Personen, die Angaben über Tatsachen im Zusammenhang mit der OWi machen können. Diese sind sowohl äußere Begebenheiten, als auch innere Kenntnisse der Zeugen selbst. Die Regelungen der StPO über Zeugen gelten gemäß § 46 Abs. 1 OWiG in Verbindung mit §§ 48 ff. StPO entsprechend.

##### Sachverständige
Sachverständiger kann jeder sein, der vermittels besonderer Sachkunde der Verwaltungsbehörde bei der Würdigung des Sachverhaltes dienlich ist. § 75, § 80 StPO gelten analog. Der Sachverständige kann auch erst im Hauptverfahren eingeschaltet werden. Eine Ablehnung des Sachverständigen auf Grund der Besorgnis der Befangenheit ist dem Beteiligten im Vorverfahren nicht möglich. Ein Sachverständiger kann auch Zeuge sein. Die Beteiligung eines Sachverständigen ist in einigen Gesetzen (z. B. § 32 BtMG) zwingend vorgeschrieben. Der Sachverständige kann ein entsprechend qualifizierter Angehöriger der Verwaltungsbehörde sein.

##### Urkunden
Urkunden sind alle Schriftstücke mit gedanklichem Inhalt. Diese sind in der Regel im Original zur Bußgeldakte zu nehmen. Technische Aufzeichnungen (z. B. von einer automatischen Geschwindigkeitsmessanlage) sind keine Urkunden, sondern Augenscheinsobjekte. Der Unterschied ist in der Praxis nur in der Hauptverhandlung von prozessualer Bedeutung.

##### Augenschein
Augenschein ist die unmittelbare Beschaffung von Erkenntnissen durch die Verwaltungsbehörde. Da der Augenschein auf unmittelbare sinnliche Wahrnehmung (z. B. Geruch verdorbenen Fleisches bei Lebensmittelkontrollen, Begehung eines Unfallortes) ausgelegt ist, muss dieser von der entscheidenden Person wahrgenommen werden. Ein Augenscheinsgehilfe kann ausgesendet werden, dieser ist dann Zeuge. Insbesondere das Verwarnungsverfahren gründet in der Praxis nahezu ausschließlich auf die unmittelbare spontane Wahrnehmung durch die Entscheidende Person (z. B. sofortige Ahndung von Verkehrs-OWi durch den beobachtenden Polizeibeamten – die Polizei muss dazu durch eine gesetzliche Regelung, hier in der StVO, ermächtigt werden oder die sofortige Ahnung von Verstößen gegen die Anleinpflicht von Hunden durch Beamte des Ordnungsamtes). Protokollierte Wahrnehmungen werden als Urkunden zu den Akten genommen.

##### Einlassungen des Betroffenen
Die Einlassung des Betroffenen dient als grundgesetzlich garantiertes rechtliches Gehör, als Beweismittel und seiner Verteidigung. Die Äußerungen des Betroffenen können schriftlich erfolgen. Mündliche Einlassungen werden protokolliert und diese Protokolle zur Akte genommen. Der Betroffene ist nicht verpflichtet sich zum Sachverhalt zu äußern, er muss allerdings seine Personalien zu Protokoll geben. Vor einer eventuellen Vernehmung ist der Betroffene über seine Rechte zur Aussageverweigerung, Bestellung eines Verteidigers und Einbringung neuer Beweismittel aufzuklären (§ 136 Abs. 1 StPO), gem. § 55 OWiG reicht die bloße Anhörung. Erfolgt diese Belehrung nicht, ergeben sich Verwertungsverbote für seine Einlassungen. Ein Schweigen des Betroffenen darf nicht verwertet werden, teilweises Schweigen des Betroffenen kann verwertet werden.

##### Beweisbeschaffung
Die Beschaffung von Beweisen obliegt der Verwaltungsbehörde (sog. Amtsermittlungsgrundsatz). Diese kann sie durch Amtshilfe, formloses Beschaffen über bereits vorhandene Akten, aber auch Durchsetzungsmaßnahmen wie richterliche Durchsuchungsbeschlüsse beschaffen.
Gemäß § 46 Abs. 3 OWiG sind Anstaltsunterbringungen, Verhaftungen (§§ 112 f. StPO), vorläufige Festnahmen (§ 127 StPO), sowie die Beschlagnahme von Sendungen, die unter das Postgeheimnis des Art. 10 GG fallen, keine im OWi-Recht gültigen Maßnahmen zur Beweisbeschaffung. Es gilt Beweisverbot. Ebenso untersagt sind die vorläufige Entziehung der Fahrerlaubnis (§ 111a StPO), Kontrollstellen (§ 111 StPO), Schleppnetzfahndung (§ 163d StPO), Ausschreibung zur polizeilichen Beobachtung (§ 163e StPO), einstweilige Unterbringung (§ 126a StPO), Rasterfahndung (§§ 98a, 98b StPO) und verdeckte Ermittler (§§ 110a bis 110c StPO) etc. Zwangsmaßnahmen zur Beitreibung eines rechtskräftig verhängten Bußgeldes fallen nicht unter diese Verbote, da sie nicht der Beschaffung von Beweisen dienen.
Körperliche Eingriffe zur Beweisgewinnung (§ 81a StPO) sind auf geringfügige Eingriffe wie die Entnahme einer Blutprobe zur Feststellung des Blutalkoholgehaltes beschränkt. Eine Verbringung des Beteiligten zur Entnahme der Blutprobe ist ebenfalls erlaubt und stellt keine Festnahme dar.
Ebenfalls zulässig sind erforderliche Maßnahmen zur Feststellung der Identität des Beteiligten, aber auch von Zeugen. In der Regel geschieht dies durch einen Lichtbildausweis, aber auch ein kurzfristiges Festhalten (§ 163b Abs. 1 Satz 2 StPO), die Verbringung auf die Dienststelle zur Ermittlung oder Prüfung der Angaben (§ 163c StPO) und die Durchsuchung der Person und Kleidung an der Körperoberfläche (§ 102 StPO) sind zulässig, wenn die Identität nicht bereits anders festgestellt wurde.
Sämtliche Maßnahmen und Eingriffe der Verwaltungsbehörde unterliegen dem Verhältnismäßigkeitsprinzip. Die Anfertigung von Lichtbildaufnahmen und die Abnahme von Fingerabdrücken (§ 81b StPO) gelten in der Regel als verhältnismäßig, weitere erkennungsdienstliche Behandlungen wie Genanalysen hingegen nicht.
Beweise, die entgegen oben genannter Verbote gewonnen wurden, insbesondere ohne Wahrung der Verhältnismäßigkeit, können einem Beweisverwertungsverbot unterliegen.

### Bußgeldbescheid
Der Bußgeldbescheid ist die zentrale Form der Ahndung im OWi-Verfahren. Er wird von der Verwaltungsbehörde nach Anhörung des Beteiligten und Würdigung sämtlicher Umstände der Tat erlassen. Der Bußgeldbescheid ist nach § 2 Abs. 2 Nr. 2 VwVfG (Ausnahmen vom Anwendungsbereich) kein Verwaltungsakt im Sinne des § 35 VwVfG. Der Rechtsbehelf gegen den Bußgeldbescheid ist im Zwischenverfahren geregelt.

#### Form
Der Bußgeldbescheid bedarf der Schriftform gemäß § 66 und § 51 Abs. 2 OWiG. Eine Unterschrift ist bei maschinell erstellten Schreiben entbehrlich, solange die erlassende Stelle eindeutig aus dem Bußgeldbescheid hervorgeht (Computerausdruck bei Verkehrsordnungswidrigkeiten).

#### Erlass
Erlassen wird der Bußgeldbescheid von der zuständigen Person in der örtlich und sachlich zuständigen Behörde. Als erlassen gilt der Bußgeldbescheid, wenn er mit einem Datum versehen und in den Geschäftsgang gegeben wurde. Eine Zustellung des Bescheides ist gemäß § 51 OWiG hingegen keine Voraussetzung. Wird der Bescheid automatisiert erstellt, so liegt der Erlass im Ausdruck und in der nachfolgenden Weitergabe des Bescheides.

#### Anforderungen
Nach § 66 Abs. 1 und 2 OWiG wird inhaltlich vom Bußgeldbescheid die genaue Angabe der Person (natürliche oder auch juristische) des Betroffenen und der Nebenbeteiligten verlangt. Verwechslungen müssen ausgeschlossen sein. Ist ein Bescheid an mehrere Beteiligte gerichtet, so muss aus dem Bescheid zusätzlich hervorgehen, welcher Vorwurf sich auf welchen Beteiligten bezieht. Ist der Behörde ein Verteidiger benannt worden, so ist dieser mit Name und Anschrift (Kenntnis der Verwaltungsbehörde vorausgesetzt) aufzuführen. Die geahndete Tat ist so präzise wie möglich unter Angabe von Ort und Zeit der Begehung anzugeben. Die gesetzlichen Bestimmungen, die zum Erlass des Bußgeldbescheides geführt haben, sind ebenso aufzuführen wie bei mehreren Verstößen unter Nennung der § 19 und § 20 OWiG, ob es sich um Tateinheit oder Tatmehrheit handelt.
Für die Beschreibung des tatsächlichen Vorganges ist es hinreichend, dass der konkrete Lebensabschnitt eindeutig erkennbar ist. Ist die Beschreibung nicht hinreichend, ist der Bußgeldbescheid rechtswidrig, aber wirksam. Eine Nichtigkeit des Bescheides liegt dann vor, wenn das vorgeworfene Verhalten nicht mehr von anderen Möglichkeiten unterschieden werden kann. Diese Nichtigkeit kann nicht durch einen Änderungsbescheid, in dem Konkretisierungen nachgeschoben werden, geheilt werden. Das Maß der Bestimmtheit der Vorwürfe richtet sich auch nach der Schwere der Vorwürfe: Je schwerer die Vorwürfe sind, desto genauer muss die Tat beschrieben sein.
Wenn eine Tat vorsätzlich und fahrlässig begehbar ist, dann ist die Form der Begehung mitzuteilen. Im Straßenverkehrsrecht wird bei fehlender Angabe von Fahrlässigkeit ausgegangen.
Die Beweismittel sind ebenfalls zu bezeichnen. Hier reicht es aus, die wichtigsten Beweismittel aufzuführen. Sind diese Beweismittel Personen (Zeugen oder Sachverständige), so sind diese mit Name und Adresse anzugeben.
Die Rechtsfolgen (Bußgeld und Nebenfolgen: z. B. Verfall) sind unter Angabe der einschlägigen Vorschriften anzugeben.
Die Verwaltungsbehörde hat den Beteiligten gemäß § 66 Abs. 2 OWiG über seine 
- Rechtsbehelfsrechte,
- die Möglichkeit der Reformatio in peius,
- die Zahlungsfrist,
- den Zahlungsort (in der Regel Bankverbindung),
- die Möglichkeit von Zahlungserleichterungen (Stundung, Ratenzahlung) und
- die Folgen der Säumnis hinzuweisen.

In manchen Sondergesetzen sind darüber hinausgehende Belehrungspflichten vorgesehen (z. B. § 33a BaWüJagdG über die Dauer des Jagdverbotes oder § 25 Abs. 8 StVG der Beginn eines Fahrverbotes).
Die Kostenentscheidung nach § 105 Abs. 1 OWiG in Verbindung mit § 464 Abs. 1, § 465 StPO ist der letzte Pflichtbestandteil des Bußgeldbescheides. Die Kosten trägt stets der Betroffene.
Eine Begründung für die Entscheidung der Behörde ist ausdrücklich nicht vorgeschrieben. Sie kann im Einzelfall aber tunlich sein, um dem Beteiligten das Nachvollziehen der Entscheidung der Verwaltungsbehörde zu ermöglichen, denn Ziel eines Bußgeldbescheides ist stets eine Verhaltensänderung des Beteiligten.

#### Zustellung
Der Bußgeldbescheid ist dem Betroffenen gemäß § 51 Abs. 2 OWiG zuzustellen. Dies geschieht in der Praxis in der Regel mit Postzustellungsurkunde, deren Kosten ebenfalls der Betroffene zu zahlen hat. Die Art der Zustellung richtet sich im Einzelnen nach § 51 Abs. 1 Satz 1 OWiG in Verbindung mit §§ 3 bis 6 VwZG bzw. dem einschlägigen Landesrecht bei Bußgeldbescheiden durch Landesbehörden. Bei juristischen Personen ist an die vertretungsberechtige Person zuzustellen (§ 51 Abs. 1 OWiG in Verbindung mit § 7 Abs. 2 und 3 VwZG).
Wurde dem Betroffenen ein Verteidiger bestellt oder befindet sich die Vollmacht des gewählten Verteidigers bei den Akten, so reicht die Zustellung an diesen nach § 51 Abs. 3 Satz 1 OWiG aus.
Die Einspruchsfrist beginnt im Zeitpunkt der Zustellung. Sollte ein Bußgeldbescheid irrtümlich doppelt zugestellt werden, so gilt der spätere Zustellungszeitpunkt als Fristbeginn (§ 51 Abs. 4 OWiG).